# Aglia homora
Aglia homora is een vlinder uit de onderfamilie Agliinae van de familie van de nachtpauwogen (Saturniidae). De wetenschappelijke naam van de soort is voor het eerst geldig gepubliceerd in 1911 door Karl Jordan.